# Domica-hulen
Domica-hulen ligger på den sydvestlige grænse af Silicka planina Plateauet 10 kilometer sydøst for Plesivec i Rožňava-distriktet i Košice-regionen i det sydlige Slovakiet og i kombination med Baradla-hulen repræsenterer den mest betydningsfulde del af Aggtelek Karst og Slovakiske Karst grænseoverskridende hulenetværk, der fortsætter ind i Aggtelek Nationalpark i Ungarn.
Disse enorme kalkstenpassager, der var dannet under den mellemste trias og er rige på drypsten, blev opdaget i 1926 af Ján Majko. 1.600 meter af dens samlede længde på 5.140 har siden 1932 været offentligt tilgængelig.
Hulen er en del af verdensarvsstedet Hulerne i Aggtelek Karst og Slovakiske Karst der blev opført på UNESCOs verdensarvliste i 1995.

## Udforskning
Stedet tilhører en kompleks række af formationer, der inkluderer 712 huler, hvoraf mange har været velkendte blandt den lokale befolkning i århundreder. Bartholomeides, en præst fra Ochtiná dokumenterede sine første systematiske udflugter i Certova diera-hulen i 1801. Hans konklusioner om, at et antal lokale huler simpelthen er dele af en større enhed, blev bekræftet af opdagelsesrejsende I.Vass, der undersøgte Baradla-hulen i 1821. E.Nyari begyndte arkæologisk arbejde i 1881 og foreslog en forbindelse mellem Certova diera og Baradla Cave, ligesom K. Siegmenth gjorde i 1891. Kun Jan Majkos omfattende arbejde i 1926 bekræftede sammenkoblingen af flere lokale huler og førte til opdagelsen af Domica-hulen den 3. oktober 1926. J. Majko trængte i 1926 ned fra bunden, gennem en 15 m dyb passage til store underjordiske rum, hvor der senere blev gjort masser af arkæologiske opdagelser.

## Beskrivelse
Domica-hulen ligger i Slovakiske Karst og består af kalksten fra den mellemste trias. Passagerne blev formet af vandet i en underjordisk flod, kaldet Styx. Der er imponerende drypstensformationer overalt og kaskader af stalaktitsøer, forskelligt formede stalaktitter kuplede templer og især flagermus-guano.
Karst-processer har gennem titusinder af millioner af år skabt forskellige strukturer og levesteder, der dateres tilbage til det sene kridttid. Efterfølgende perioder med tempererede, glaciale, subtropiske og tropiske klimatiske forhold viser på fremragende vis karstdannelse under forskellige forhold. Biologer, geologer og paleontologer konfronteres med et rigt sæt forskellige forhold, der påvirker sedimentering, udvikling og dannelse af fossiliser i en geologisk tidsramme.

### Galleri
- Indgang
- Drypsten
- kalkstenskaskader
- Stalaktitter

## Tidlige menneskers brug
Jaroslav Böhm ledte udgravninger i 1930'erne. Der er blevet dokumenteret menneskelig tilstedeværelse helt tilbage til ældste stenalder. Hulen havde formodentlig været et roligt tilflugtssted for de ældste neolitiske indbyggere i det østlige Slovakiet. Imidlertid har hulen været frekventeret af neolitiske mennesker fra Bükk-kulturen, som måske endda har fremstillet deres tyndvæggede keramik inde i hulen. Den oprindelige indgang til Domica Cave blev blokeret af affald, efter at de første mennesker havde forladt den, og hulen blev utilgængelig.
Der blev opdaget spor af boliger og ildsteder flere steder i hulen. På Styx-bredden fandtes aftryk af stenøkser og tegn på keramikfremstilling i hulen. Fund af bl.a. den ældste kam i Europa, ringe, dekoreret cylinderarmbånd og fiskekroge repræsenterer toppen af neolitisk arbejde i ben. Også vedhæng fra skaller og dyretænder er bevaret.